# Médéric Fréminet
Médéric Fréminet est un maître-peintre français de la Renaissance, actif à Paris dans la deuxième moitié du XVIe siècle.

## Biographie
Cité comme maître peintre de la corporation parisienne des peintres et sculpteurs, il est chargé par la ville de Paris, le 18 octobre 1569, de réaliser trois effigies peintes de Gaspard de Coligny, lequel vient d'être condamné à mort « par figure et effigie » à la suite d'un arrêté du Parlement de Paris le 13 septembre 1569. Fréminet peint une effigie pour la pendaison en Place de Grève, un portrait en ronde-bosse pour le gibet de Montfaucon, et un troisième portrait accompagné des armoiries de l'amiral. 
En juillet 1576, Benoît Millon l'emploie pour la réalisation des décors des lambris et planchers de son château d'Olainville.
Père du peintre Martin Fréminet, il est le premier maître de son fils, et reçoit dans son atelier le jeune Toussaint Dubreuil.